# Cornelia Schlosser
Pour les articles homonymes, voir Schlosser.
 (août 2025).
Si vous disposez d'ouvrages ou d'articles de référence ou si vous connaissez des sites web de qualité traitant du thème abordé ici, merci de compléter l'article en donnant les références utiles à sa vérifiabilité et en les liant à la section « Notes et références ».
En pratique : Quelles sources sont attendues ? Comment ajouter mes sources ?
Cornelia Friederica Christiana Schlosser née Goethe (née le 7 décembre 1750 à Francfort-sur-le-Main, morte le 8 juin 1777 à Emmendingen) est la sœur de Johann Wolfgang von Goethe.

## Biographie
Cornelia Friederica Christiana Goethe est le second enfant de Johann Caspar Goethe et de son épouse, Catharina Elisabeth Textor. Son frère Johann Wolfgang a quinze mois de plus qu'elle. Les deux enfants sont élevés ensemble, chose peu commune, car les filles sont séparées pour qu'on les prépare à devenir mère et épouse. Elle apprend auprès de Magdalena Hoff la lecture et l'écriture. À sept ans, elle reçoit la même instruction par le tuteur de son frère, Johann Heinrich Thym. Elle apprend le grec et le latin puis le français mais aussi l'anglais, l'italien, le droit, la géographie, les mathématiques et la calligraphie ainsi que des cours de chant et de piano et de dessin. Cornelia apprend également l'escrime et l'équitation de même que la décence et la danse. Son temps libre est très strict, elle discute de littérature avec son frère.
Cependant Cornelia n'est pas autorisée à continuer des études, contrairement à Johann Wolfgang qui part à Leipzig en 1765, et reste à Francfort. Elle remarque le changement d'attitude de son frère qui affiche de plus en plus une dominance sur les femmes comme elle a lieu là-bas. Elle tient une correspondance en français avec son amie Katharina Fabricius.
Cornelia tombe amoureuse secrètement d'un Anglais arrivé à Francfort en 1764 et qui part en 1768 sans pouvoir lui dire au revoir. Elle soutient son frère dans son travail à son retour dans leur ville natale et l'encourage dans l'écriture de Götz von Berlichingen (de).
Cornelia se fiance en 1772 avec Johann Georg Schlosser, un ami de son frère qui occupe une haute position dans le margraviat de Bade. Bien qu'elle le soupçonne de partager les mêmes idées que son frère, elle l'épouse le 1er novembre 1773. Ils déménagent à Karlsruhe, puis à Emmendingen.
Elle se satisfait d'abord de son rôle d'épouse mais est bientôt déçue. Dans la petite ville de province où son mari applique les réformes administratives et veut lui imposer ses idées religieuses, elle se satisfait mal de sa solitude et de ne plus avoir d'activité intellectuelle. Elle commence à être malade.
Elle rencontre des personnalités importantes par la truchement de son mari. Elle entretient une relation intime avec Jakob Michael Reinhold Lenz, un grand ami du couple, qui est le parrain de leur seconde fille.
Lors de la naissance de la première fille Maria Anne Louise, dite Lulu, le 28 octobre 1774, elle manque de peu de mourir, récupère lentement et est alitée pendant près de deux ans. La seconde fille Catharina Elisabeth Julie, dite Juliette, naît le 10 mai 1777. Cornelia meurt quatre semaines plus tard, à l'âge de 26 ans.